# Lila burgonya

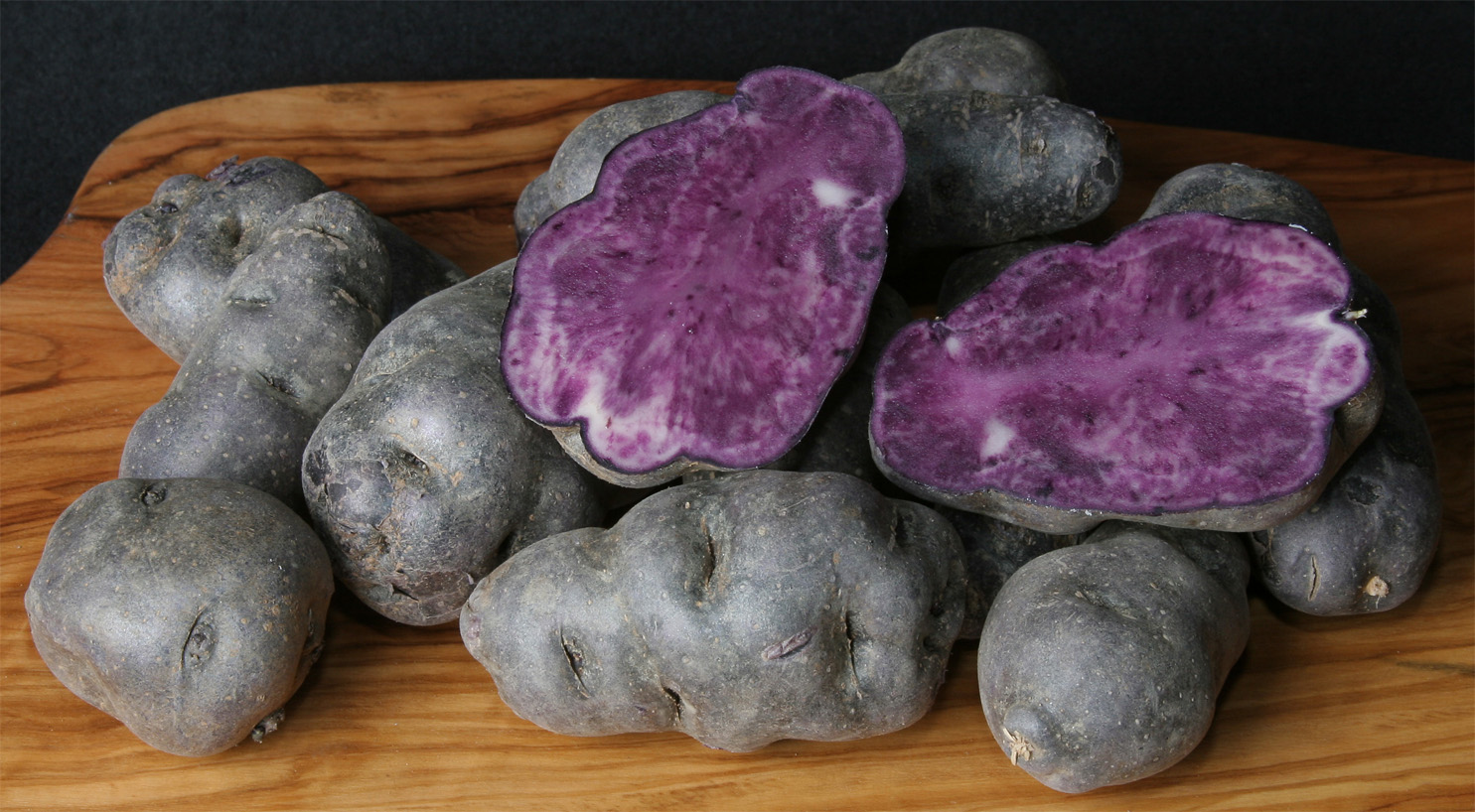
Lila burgonya

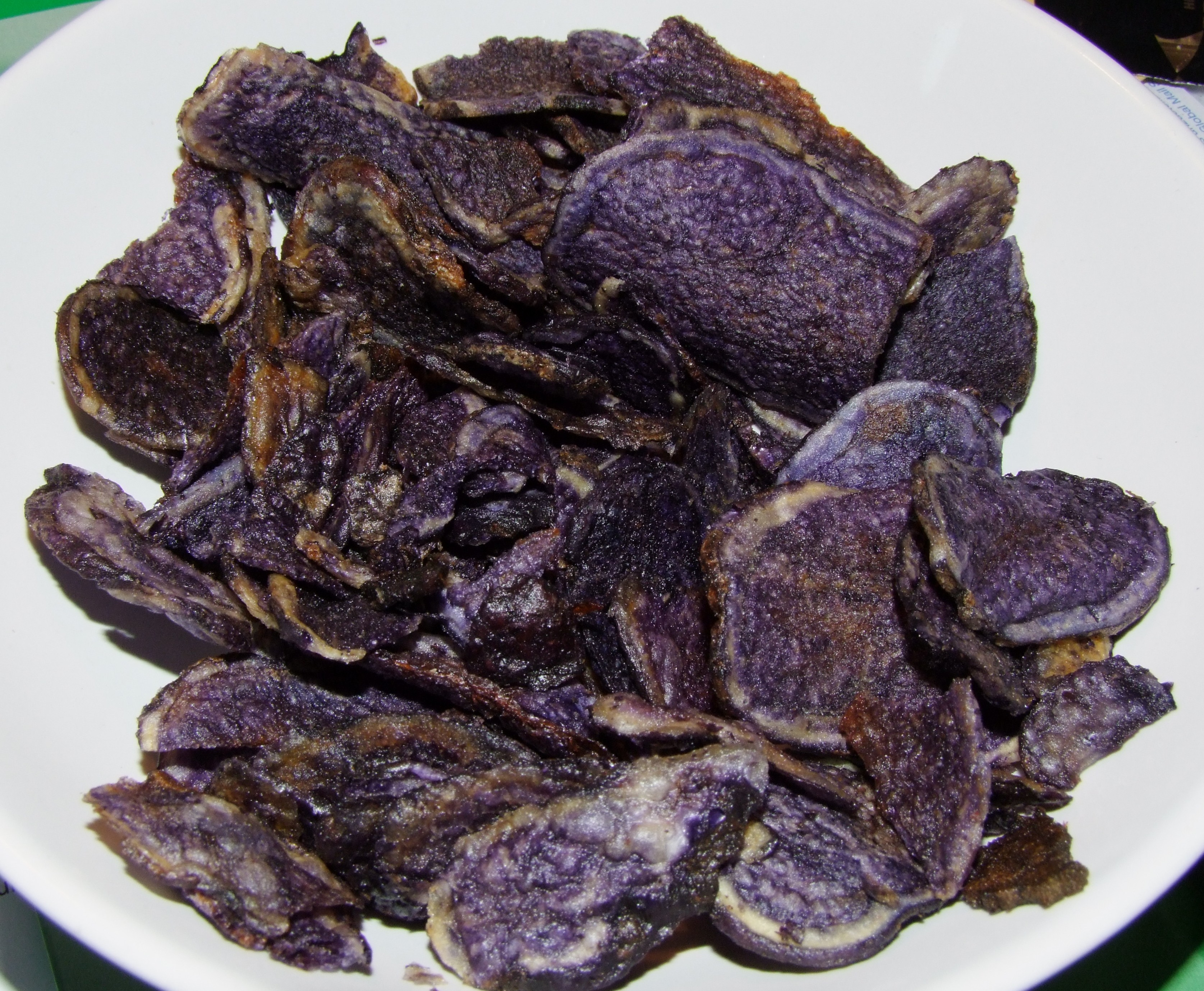
Chips lila burgonyából

A lila burgonya (francia nevén Vitelotte noire, Négresse vagy Truffe de Chine) egy vastag, fekete héjú, kékeslila burgonyafajta.
Eredetileg Peruból és Bolíviából származik, a térségben a mai napig rendszeresen termesztik. Feltételezések szerint 200 éves ősi perui burgonyafajták keveréke. 
Más források Chilét említik eredeti élőhelyének.
Felhasználását tekintve hasonlóan kell eljárni mint a nálunk elterjedt fehér burgonyával. Színezetét az elkészült étel mindvégig megtartja, legyen az püré, leves, ital, vagy sütemény.
A lilás színért a céklában, szederben is fellelhető antocián nevű antioxidáns felel, melynek fontos szerepe van a káros ultraibolya sugarak által létrehozott szabad gyökök elleni védekezésben.
Fontos megjegyezni, hogy a lila burgonya nem génmanipulált, hanem természetes fajta, amely - mivel a burgonyabogár nem kedveli, és megrágott levele is könnyebben regenerálódik - kifejezetten ajánlott biotermesztésre. A magyar termelők egyelőre idegenkednek tőle.
Írországban, Franciaországban és Izraelben is kapható lila chips, melynek íze hasonló a szokványos chipséhez, ám némileg "egzotikusabb" annál és esztétikailag is kétségkívül érdekesebb látványt nyújt.